# Ross County Football Club 2020-2021
Questa voce raccoglie le informazioni riguardanti il Ross County Football Club nelle competizioni ufficiali della stagione 2020-2021.

## Stagione
- In Scottish Premiership la squadrà ripeté il decimo posto della precedente stagione (39 punti), dietro al Dundee Utd e davanti al Kilmarnock.
- In Scottish Cup fu eliminato al terzo turno dall'Inverness (1-3).
- In Scottish League Cup arrivò fino ai quarti di finale, eliminato dal Livingston (2-0).

## Maglie
| Manica sinistra · Manica sinistra · Maglietta · Maglietta · Manica destra · Manica destra · Pantaloncini · Pantaloncini · Calzettoni · Calzettoni | Manica sinistra · Manica sinistra · Maglietta · Maglietta · Manica destra · Manica destra · Pantaloncini · Pantaloncini · Calzettoni · Calzettoni |

## Rosa
| N. |                             | Ruolo | Calciatore             |
| -- | --------------------------- | ----- | ---------------------- |
| 1  | Scozia (bandiera)           | P     | Ross Laidlaw           |
| 2  | Inghilterra (bandiera)      | D     | Connor Randall         |
| 3  | Inghilterra (bandiera)      | D     | Carl Tremarco          |
| 5  | Irlanda del Nord (bandiera) | D     | Callum Morris          |
| 6  | Inghilterra (bandiera)      | C     | Ross Draper            |
| 7  | Scozia (bandiera)           | A     | Michael Gardyne        |
| 8  | Scozia (bandiera)           | A     | Oli Shaw               |
| 9  | Irlanda del Nord (bandiera) | A     | Billy McKay            |
| 11 | Scozia (bandiera)           | C     | Iain Vigurs (capitano) |
| 12 | Inghilterra (bandiera)      | D     | Tom Grivosti           |
| 14 | Inghilterra (bandiera)      | A     | Jermaine Hylton        |
| 15 | Scozia (bandiera)           | D     | Keith Watson           |
| 16 | Scozia (bandiera)           | D     | Alex Iacovitti         |
| 17 | Grenada (bandiera)          | A     | Regan Charles-Cook     |
| 20 | Scozia (bandiera)           | A     | Blair Spittal          |
| 22 | Inghilterra (bandiera)      | C     | Jordan Tillson         |
| 23 | Scozia (bandiera)           | D     | Jason Naismith         |

| N. |                        | Ruolo | Calciatore       |
| -- | ---------------------- | ----- | ---------------- |
| 24 | Canada (bandiera)      | C     | Harry Paton      |
| 25 | Scozia (bandiera)      | D     | Coll Donaldson   |
| 26 | Scozia (bandiera)      | A     | Jordan White     |
| 28 | Francia (bandiera)     | C     | Tony Andreu      |
| 44 | Scozia (bandiera)      | A     | Matthew Wright   |
| 46 | Scozia (bandiera)      | D     | Ben Williamson   |
| 47 | Scozia (bandiera)      | C     | Adam Mackinnon   |
| -  | Scozia (bandiera)      | P     | Ross Doohan      |
| -  | Norvegia (bandiera)    | D     | Leo Fuhr Hjelde  |
| -  | Scozia (bandiera)      | D     | Josh Reid        |
| -  | Scozia (bandiera)      | C     | Stephen Kelly    |
| -  | Scozia (bandiera)      | C     | Josh Mullin      |
| -  | Inghilterra (bandiera) | C     | Charlie Lakin    |
| -  | Scozia (bandiera)      | A     | Ross Stewart     |
| -  | Scozia (bandiera)      | A     | Lee Erwin        |
| -  | Irlanda (bandiera)     | A     | Michael O'Connor |

## Risultati

### Scottish Premiership

#### Prima fase
| Arbitro: | Nick Walsh |

|                         |           |  |
| Ross Stewart 24’ (rig.) | Marcatori |  |

| Arbitro: | Bobby Madden |

|  |           |                 |
|  | Marcatori | 76’ Billy McKay |

| Arbitro: | Gavin Duncan |

|                                         |           |                                |
| Ross Draper 15’ Ross Stewart 79’ (rig.) | Marcatori | 59’ Alan Power 66’ Chris Burke |

| Arbitro: | Craig Napier |

|                    |           |                                   |
| Coll Donaldson 29’ | Marcatori | 40’ Peter Pawlett 79’ Nicky Clark |

| Arbitro: | Mike Roncone |

|                    |           |                          |
| Jonathan Obika 14’ | Marcatori | 70’ (aut.) Nathan Sheron |

| Arbitro: | John Beaton |

|                 |           |  |
| Jon Guthrie 64’ | Marcatori |  |

| Arbitro: | Andrew Dallas |

|  |           |                                                                                                   |
|  | Marcatori | 4’ (rig.) Odsonne Edouard 20’ Albian Ajeti 59’ Shane Duffy 64’ Kristoffer Ajer 75’ Patryk Klimala |

| Arbitro: | David Munro |

|  |           |                 |
|  | Marcatori | 42’ Iain Vigurs |

| Arbitro: | Willie Collum |

|  |           |                                                                        |
|  | Marcatori | 42’ Marley Watkins 60’ (rig.) Lewis Ferguson 76’ (rig.) Lewis Ferguson |

| Arbitro: | Greg Aitken |

|                                               |           |  |
| James Tavernier 17’ (rig.) Brandon Barker 88’ | Marcatori |  |

| Dingwall 17 ottobre 2020, ore 16:00 11ª giornata | Ross County | 0 – 0 referto | Hibernian | Global Energy Stadium\| Arbitro: \| Nick Walsh \| |
| Arbitro:                                         | Nick Walsh  |               |           |                                                   |

| Arbitro: | Craig Napier |

|                                                                       |           |  |
| Tony Watt 37’ Mark O'Hara 54’ (rig.) Callum Lang 64’ Devante Cole 72’ | Marcatori |  |

| Arbitro: | Steven Kirkland |

|                                        |           |              |
| Nicky Clark 19’ (rig.) Nicky Clark 52’ | Marcatori | 81’ Oli Shaw |

| Arbitro: | Kevin Clancy |

|              |           |                  |
| Oli Shaw 28’ | Marcatori | 56’ Nicky Devlin |

| Arbitro: | Colin Steven |

|                                                               |           |                  |
| Eamonn Brophy 14’ Nicke Kabamba 68’ (rig.) Chris Burke 90'+3’ | Marcatori | 42’ Tom Grivosti |

| Arbitro: | John Beaton |

|  |           |                                                                                |
|  | Marcatori | 28’ Kemar Roofe 56’ James Tavernier 72’ (aut.) Callum Morris 90’ Jermain Defoe |

| Arbitro: | Nick Walsh |

|                                |           |  |
| Curtis Main 5’ Curtis Main 57’ | Marcatori |  |

| Arbitro: | Willie Collum |

|  |           |                                     |
|  | Marcatori | 22’ Ross Callachan 62’ Scott Martin |

| Arbitro: | Euan Anderson |

|                                        |           |  |
| David Turnbull 24’ Leigh Griffiths 61’ | Marcatori |  |

| Arbitro: | Colin Steven |

|  |           |                                       |
|  | Marcatori | 76’ Marcus Fraser 85’ Kristian Dennis |

| Arbitro: | Don Robertson |

|  |           |                              |
|  | Marcatori | 25’ Harry Paton 76’ Oli Shaw |

| Arbitro: | Willie Collum |

|                 |           |                         |
| Ross Draper 21’ | Marcatori | 26’ (rig.) Craig Conway |

| Arbitro: | Alan Muir |

|                                                         |           |                   |
| Scott Robinson 9’ Alan Forrest 81’ Jack Hamilton 90'+1’ | Marcatori | 28’ Charlie Lakin |

| Arbitro: | Bobby Madden |

|                                                                   |           |                              |
| Oli Shaw 1’ Charlie Lakin 20’ Oli Shaw 84’ Jermaine Hylton 90'+3’ | Marcatori | 45'+1’ (aut.) Alex Iacovitti |

| Arbitro: | Euan Anderson |

|                                                                                |           |  |
| Ryan Kent 6’ Filip Helander 28’ Joe Aribo 37’ Ryan Jack 66’ Connor Goldson 81’ | Marcatori |  |

| Arbitro: | Nick Walsh |

|              |           |                                   |
| Oli Shaw 14’ | Marcatori | 51’ Devante Cole 72’ Bevis Mugabi |

| Arbitro: | Willie Collum |

|                          |           |                                  |
| Stephen Kelly 16’ (aut.) | Marcatori | 81’ Jordan White 85’ Billy McKay |

| Arbitro: | Grant Irvine |

|  |           |                                         |
|  | Marcatori | 63’ Lawrence Shankland 76’ Ryan Edwards |

| Arbitro: | John Beaton |

|                 |           |                                          |
| Billy McKay 50’ | Marcatori | 52’ (rig.) Martin Boyle 60’ Kevin Nisbet |

| Arbitro: | Greg Aitken |

|                          |           |  |
| Jamie McGrath 82’ (rig.) | Marcatori |  |

| Arbitro: | Euan Anderson |

|                                                     |           |                                            |
| Billy McKay 38’ Leo Fuhr Hjelde 47’ Billy McKay 49’ | Marcatori | 18’ Kyle Lafferty 77’ (rig.) Kyle Lafferty |

| Arbitro: | Craig Napier |

|                     |           |  |
| Glenn Middleton 86’ | Marcatori |  |

| Arbitro: | David Munro |

|                  |           |  |
| Jordan White 71’ | Marcatori |  |

#### Seconda fase
| Arbitro: | Willie Collum |

|                                  |           |                                       |
| Chris Burke 3’ Mitch Pinnock 16’ | Marcatori | 5’ Michael Gardyne 54’ Alex Iacovitti |

| Arbitro: | Bobby Madden |

|                  |           |                                                            |
| Jordan White 18’ | Marcatori | 50’ Lee Erwin 76’ Ilkay Durmus 90'+2’ (rig.) Jamie McGrath |

| Arbitro: | Kevin Clancy |

|  |           |                                     |
|  | Marcatori | 24’ Jordan White 28’ Alex Iacovitti |

| Arbitro: | Willie Collum |

|                                     |           |                  |
| Blair Spittal 28’ Charlie Lakin 70’ | Marcatori | 26’ Scott McMann |

| Arbitro: | Steven McLean |

|              |           |                                     |
| Sam Foley 7’ | Marcatori | 49’ Iain Vigurs 65’ Michael Gardyne |

### Scottish Cup
| Arbitro: | Nick Walsh |

|                 |           |                                                         |
| Billy McKay 38’ | Marcatori | 40’ Nikolay Todorov 54’ Dan MacKay 87’ Shane Sutherland |

### Scottish League Cup
| Arbitro: | Gavin Duncan |

|                                                            |                      |                                                     |
| Graham Webster 63’ Cammy Ballantyne 67’ Andrew Steeves 89’ | Marcatori            | 13’ Oli Shaw 15’ Billy McKay 52’ Regan Charles-Cook |
|                                                            | Tiri di rigore 7 – 8 |                                                     |

| Arbitro: | Steven McLean |

|                                          |           |                 |
| Ross Stewart 65’ Ross Stewart 68’ (rig.) | Marcatori | 49’ Dale Hilson |

| Arbitro: | Gavin Duncan |

|                   |           |                                                                  |
| Brian Cameron 80’ | Marcatori | 5’ Oli Shaw 45’ Alex Iacovitti 51’ Harry Paton 77’ Charlie Lakin |

| Arbitro: | Alan Muir |

|                                                             |           |  |
| Oli Shaw 21’ Ross Stewart 50’ (rig.) Regan Charles-Cook 71’ | Marcatori |  |

| Arbitro: | Kevin Clancy |

|  |           |                                            |
|  | Marcatori | 39’ (rig.) Ross Stewart 84’ Alex Iacovitti |

| Arbitro: | Steven McLean |

|                                   |           |  |
| Craig Sibbald 4’ Alan Forrest 24’ | Marcatori |  |